# Alfred Kraus (Fußballspieler)
Alfred „Bubi“ Kraus (* 16. Januar 1924; † 17. März 2005) war ein deutscher Fußballspieler.

## Karriere

### Während des Zweiten Weltkriegs
Kraus begann elfjährig in der Jugendabteilung von Eintracht Frankfurt mit dem Fußballspielen und rückte in der Saison 1941/42 – dem Jugendalter entwachsen – in die erste Mannschaft auf, für die er in der Gauliga Hessen-Nassau, die 1941 als eine von drei Nachfolgerinnen aus den Gauligen Hessen und Südwest hervorgegangen ist, sieben von zwölf Punktspiele bestritt und elf Tore erzielte. Am 19. Juli und am 9. August 1942 bestritt er mit dem Erst- und Zweitrundenspiel im Wettbewerb um den Tschammerpokal, mit dem 4:1-Sieg über die SpVgg Fürth (2 Tore von ihm) und der 0:6-Niederlage gegen den FC Schalke 04 seine einzigen beiden Pokalspiele. In der Folgesaison erzielte er drei Tore in zehn Punktspielen und bestritt 15 von 18 Punktspielen, in denen er 20 Tore erzielte, in der Saison 1943/44. Von November 1944 bis Januar 1945 kam er für die mit dem FSV Frankfurt eingegangene Kriegsspielgemeinschaft in der Staffel 3 (von neun Staffeln) der Gauliga Hessen-Nassau zu Punktspielen.

### Nach dem Zweiten Weltkrieg
Von 1945 bis 1947 stürmte er für Eintracht Frankfurt in der Oberliga Süd, eine von seinerzeit drei bestehenden Oberligen als höchste Spielklasse in Westdeutschland. Von 1947 bis 1949 verschrieb er sich der SpVgg 1910 Langenselbold aus der gleichnamigen Stadt im Main-Kinzig-Kreis, die er mit ehemaligen Frankfurter Spielern, wie Emil Arheilger, Karl Röll und Horst Schmitt, im Sinne des Wiederaufbaus einer konkurrenzfähigen Mannschaft verstärkte. Nach Frankfurt am Main zurückgekehrt, gehörte er erneut der Eintracht an, für die er von 1950 bis 1952 noch insgesamt 35 Punktspiele in der Oberliga Süd bestritt und zwölf Tore erzielte.